# Matthew Goss
Matthew Harley Goss (ur. 5 listopada 1986 w Launceston) – australijski kolarz szosowy i kolarz torowy, mistrz i wicemistrz świata.
Startuje w południowoafrykańskiej grupie zawodowej MTN-Qhubeka. Początkowo uprawiał kolarstwo torowe osiągając sukcesy, m.in. złoty medal na mistrzostwach świata w 2006 roku w wyścigu na dochodzenie. W 2007 roku dołączył do Team CSC. Pokazał się z dobrej strony wygrywając m.in. klasyfikację sprinterską w Tour of Britain. W 2010 roku przeszedł do drużyny Team HTC-Columbia. W 2010 wygrał 9 etap Giro d’Italia oraz Grand Prix Ouest France-Plouay. W 2011 roku został na szosie wicemistrzem świata w wyścigu ze startu wspólnego i był 2 w Tour Down Under wygrywając jeden etap i klasyfikację sprinterską, oraz zwyciężył prestiżowy Mediolan-San Remo oraz etap w Tour of Oman i Paryż-Nicea. Po rozwiązaniu grupy HTC-Highroad w 2012 podpisał kontrakt z australijskim zespołem GreenEDGE Cycling.

## Najważniejsze zwycięstwa i sukcesy

### tor
- 2005
  -  1. miejsce w mistrzostwach Australii (wyścig druż. na dochodzenie)
  -  3. miejsce w mistrzostwach świata (wyścig druż. na dochodzenie)
- 2006
  -  1. miejsce w mistrzostwach Australii (wyścig druż. na dochodzenie)
  -  1. miejsce w mistrzostwach świata w drużynowym wyścigu na dochodzenie (z Peterem Dawsonem, Markiem Jamiesonem i Stephenem Wooldridgem)

### szosa
- 2007
  - 1. miejsce na 3. etapie Tour of Britain
- 2008
  - 1. miejsce na 2. etapie Tour of Britain
  - 1. miejsce na 1. etapie Herald Sun Tour
- 2009
  - 1. miejsce na 3. i 5. etapie Tour de Wallonie
  - 1. miejsce w Paryż-Bruksela
  - 3. miejsce w Gandawa-Wevelgem
- 2010
  - 1. miejsce na 9. etapie Giro d’Italia
  - 1. miejsce w Philadelphia International Championship
  - 1. miejsce na 1. etapie Post Danmark Rundt
  - 1. miejsce w Grand Prix Ouest France-Plouay
- 2011
  - 2. miejsce w Tour Down Under
    - 1. miejsce na 1. etapie

  - 1. miejsce na 2. etapie Tour of Oman
  - 1. miejsce na 3. etapie Paryż-Nicea
  - 1. miejsce w Mediolan-San Remo
  -  2. miejsce w mistrzostwach świata (start wspólny)
- 2012
  - 1. miejsce na 3. etapie Giro d’Italia
- 2013
  - 1. miejsce na 2. etapie Tirreno-Adriático